# Rothesay (Schottland)
Rothesay [ˈrɒθ.si], schottisch-gälisch Baile Bhòid, ist die Hauptstadt der Isle of Bute in der schottischen Council Area Argyll and Bute. Das Zentrum der Stadt bildet Rothesay Castle, eine Schlossruine, die aus dem 13. Jahrhundert stammt und einen für Schottland einzigartigen kreisförmigen Grundriss besitzt.
Rothesay hat 4637 Einwohner (Stand 2011).

## Geschichte
Die neolithische Siedlung von Townhead lag unter dem Friedhof und der angrenzenden St. Mary’s Chapel am südlichen Stadtrand von Rothesay.

## Söhne und Töchter der Stadt
- William Leitch (1814–1864), britischer Astronom, Naturforscher, Mathematiker und presbyterianischer (reformierter) Geistlicher der Church of Scotland
- William Macewen (1848–1924), schottischer Chirurg
- Troy Kennedy Martin (1932–2009), britischer Drehbuchautor
- Ian Jenkins (* 1941), schottischer Politiker
- Norman Schofield (1944–2019), britisch-US-amerikanischer Politikwissenschaftler und Hochschullehrer
- George Lyon (* 1956), schottischer Politiker
- Graham Watson (* 1956), britischer Europapolitiker
- Johnny Dumfries (1958–2021), britischer Automobilrennfahrer
- Eleanor Campbell (* 1960), britische physikalische Chemikerin
- Lena Zavaroni (1963–1999), britische Sängerin und Kinderstar
- Ashley Lilley (* 1986), schottische Schauspielerin
- Jane Ross (* 1989), schottische Fußballspielerin